# Love Battery
Love Battery — американская рок-группа из Сиэтла, штат Вашингтон.

## История
Группа Love Battery была основана в 1989 году бывшим лидером Room Nine Роном Найном (настоящее имя — Рон Рудзитис), гитаристом Кевин Витвортом (ранее игравшим в Crisis Party), басистом Томми «Bonehead» Симпсоном (Crisis Party) и барабанщиком Mudhoney Дэном Питерсом. Название происходит от одноимённой песни британской панк-группы Buzzcocks .
Перед выпуском своего первого сингла Питерс покинул группу и был заменён бывшим барабанщиком Skin Yard Джейсоном Финном. В этом составе группа выпустила свой дебютный сингл Between The Eyes на сиэтлском лейбле Sub Pop. В 1990 году Симпсона заменил бывший басист U-Men Джим Тиллман. Группа выпустила свой дебютный мини-альбом Between the Eyes в 1990 году. Позже запись была дополнена несколькими композициями и в 1991 году вышла в виде дебютного полноформатного альбома. За этим последовал выпуск сингла Foot и мини-альбома Out Of Focus.
В 1992 году группа записала и выпустила второй альбом Dayglo. Вскоре после этого Тиллман потерял интерес к проекту. Сначала его заменил один из основателей группы басист Томми Симпсон, а после — экс-гитарист Green River и Mother Love Bone Брюс Фэйрвезер.
В 1993 году вышел альбом Far Gone, который на фоне успешного Dayglo был сочтён провальным. Изначально Far Gone должен был быть выпущен на PolyGram Records, но из-за контрактных проблем лейбл отказался от публикации альбома. Вместо этого на Sub Pop вышла очень грубо сведённая низкокачественная запись. Love Battery планировали исправить ошибку, сведя альбом повторно и перевыпустив его, но так никогда и не сделали это.
После провала Far Gone в 1994 году Love Battery подписали контракт с Atlas Records и выпустили мини-альбом Nehru Jacket, состоящий всего из двух песен. Они также вошли в полноформатный альбом Straight Freak Ticket, выпущенный на Atlas в 1995 году. К сожалению, лейбл не смог правильно продвигать выпущенный альбом, и это привело к низким продажам. Вскоре Финн покинул группу и присоединился к The Presidents of the United States of America, получившим широкую известность в тот же год.
После ухода Финна наступил длительный период неопределённости. В качестве его замены привлекалось несколько барабанщиков, включая одного из основателей группы Дэна Питерса, а также бывшего барабанщика Posies и Fastbacks Майка Масбургера. Группа практически исчезла из вида до выпуска своего пятого альбома Confusion Au Go Go в 1999 году. Свой вклад в альбом внесли барабанщики Питерс, Масбургер и Финн, но по большей части — Питерс.
Вслед за выходом Confusion Au Go Go Love Battery заметно снизили активность. Одно из немногих выступлений состоялось в 2002 году с участием Томми Симпсона на бас-гитаре, а также Финна и Питерса на барабанах. После длительного периода бездействия 23 июня 2006 года группа отыграла в Сиэтле своё первое за четыре года шоу. В состав группы входили Найн, Витворт, Симпсон и Масбургер.
В 1996 году Love Battery отметилась в документальном фильме «Hype!», который описывал хронику возникновения сиэтлской гранж-сцены. В фильм попало живое исполнение песни «Between the Eyes».
Группа сняла несколько видеоклипов на свои песни. В первую очередь, клип «Out of Focus» попал в сборник Sub Pop Video Network Program. Также были сняты видео для песен «Fuzz Factory» и «Harold’s Pink Room» с альбома Straight Freak Ticket. Клип «Fuzz Factory» был снят в Лас-Вегасе. В нём группа каталась в белом кабриолете Cadillac, что было отсылкой к известной книге Хантера С. Томпсона « Страх и ненависть в Лас-Вегасе» задолго до выхода одноимённого фильма с участием Джонни Деппа.
Лидер Love Battery Рон Найн также принимал участие в группе Down With People, которая в последние годы была существенно более активной, чем Love Battery. С 2010 Рон Найн, а также бывшие участники Love Battery и басист Tad Курт Дэниелсон играли в группе под названием Vaporland.
В 2011 году Love Battery воссоединились для выступления в Сиэтле 22-го октября.
В 2012 году группа также собралась вместе, чтобы сыграть несколько концертов вместе с Atomic Bride, Summer Babes и Blood Orange Paradis. На своей странице Myspace музыканты объявили о планах выпустить новый материал в следующем году. 

## Участники группы
| 1989      | - Рон Найн — вокал - Кевин Витворт — гитара - Томми «Bonehead» Симпсон — бас - Дэн Питерс — барабаны                     |
| 1989—1990 | - Рон Найн — вокал - Кевин Витворт — гитара - Томми «Bonehead» Симпсон — бас - Джейсон Финн — барабаны                   |
| 1990—1992 | - Рон Найн — вокал - Кевин Витворт — гитара - Джим Тиллман — бас - Джейсон Финн — барабаны                               |
| 1992      | - Рон Найн — вокал - Кевин Витворт — гитара - Томми «Bonehead» Симпсон — бас - Джейсон Финн — барабаны                   |
| 1992—1995 | - Рон Найн — вокал - Кевин Витворт — гитара - Брюс Фэйрвезер — бас - Джейсон Финн — барабаны                             |
| 1995—1999 | - Рон Найн — вокал - Кевин Витворт — гитара - Брюс Фэйрвезер — бас - Дэн Питерс, Джейсон Финн, Майк Масбургер — барабаны |
| 1999—2006 | - Рон Найн — вокал - Кевин Витворт — гитара - Томми «Bonehead» Симпсон — бас - Дэн Питерс, Джейсон Финн — барабаны       |
| 2006      | - Рон Найн — вокал - Кевин Витворт — гитара - Томми «Bonehead» Симпсон — бас - Майк Масбургер — барабаны                 |
| 2012      | - Рон Найн — вокал - Кевин Витворт — гитара - Крис Экман — бас - Бен Айрленд — барабаны                                  |

Временная шкала

## Дискография

### Альбомы
- Between the Eyes (Sub Pop Records, 1992).
- Dayglo (Sub Pop Records, 1992).
- Far Gone (Sub Pop Records, 1993).
- Straight Freak Ticket (Atlas Records, 1995).
- Confusion Au Go Go (C/Z Records, 1999).

### Синглы и мини-альбомы
- «Between The Eyes» b/w «Easter» (Sub Pop Records, 1989).
- «Foot» b/w «Mr. Soul» (Sub Pop Records, 1991).
- Out Of Focus EP (Sub Pop Records, 1991).
- Nehru Jacket EP (Atlas Records, 1994).
- «Snipe Hunt» b/w «Punks Want Rights» (Let Down Records, 1996).

### Сборники и саундтреки
- «Between The Eyes» на The Grunge Years (Sub Pop Records, 1991).
- «I Just Can’t Be Happy Today» на Another Damned Seattle Compilation (Dashboard Hula Girl Records, 1991).
- «Ball And Chain» на Milk For Pussy (Mad Queen Records, 1994).
- «No Matter What You Do» на We’re All Normal And We Want Our Freedom: A Tribute To Arthur Lee and Love (Alias Records, 1994).
- «White Bird» на Star Power! K-Tel Hits Of The '70s (Pravda Records, 1994).
- «Fuzz Factory» на Turn It Up & Pass It On, Volume 1 (1995).
- «Straight Freak Show» на huH Magazine CD6 (promo only) (RayGun Press, 1995).
- «Out Of Focus (Live)» на Bite Back: Live At The Crocodile Cafe (PopLlama Records, 1996).
- «Color Blind» на Home Alive: The Art of Self-Defense (Epic Records, 1996).
- «Commercial Suicide» на Teriyaki Asthma, Vols. 6-10 (C/Z Records, 1999).
- «Between The Eyes» на The Birth of Alternative Vol. 2 (Flashback Records, 2003).
- «Half Past You» на Sleepless In Seattle: The Birth Of Grunge (LiveWire Recordings, 2006).
- «Out of Focus» на Teen Spirit: MOJO Presents 15 Noise-Filled Classics from the American Underground Scene 1989—1992 (MOJO Records, 2017).

## Внешние ссылки
- Официальная страница MySpace.com
- Официальный веб-сайт
- Love Battery (англ.) на сайте AllMusic Love Battery на AllMusic.com